# جلد الضفدع (تمويه)

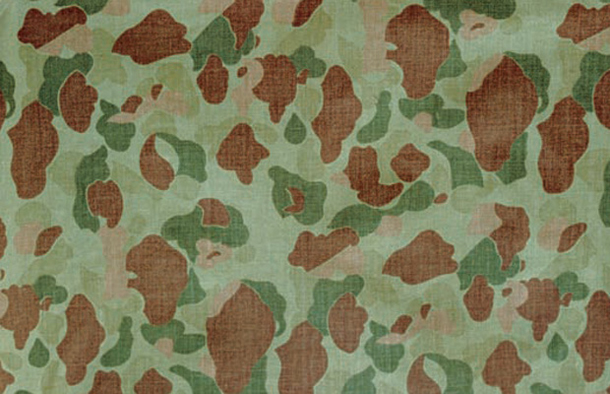
تمويه جلد الضفدع.

جلد الضفدع ، معروف أيضًا باسم Duck Hunter ، هو نمط تمويه لباس قتال  مع ألوان مرقشة لتندمج في البيئة المشابهة لجلد الضفدع. 
كان نمط جلد الضفدع هو المحاولة الأولى للجيش الأمريكي للتمويه الملون المشوش . 

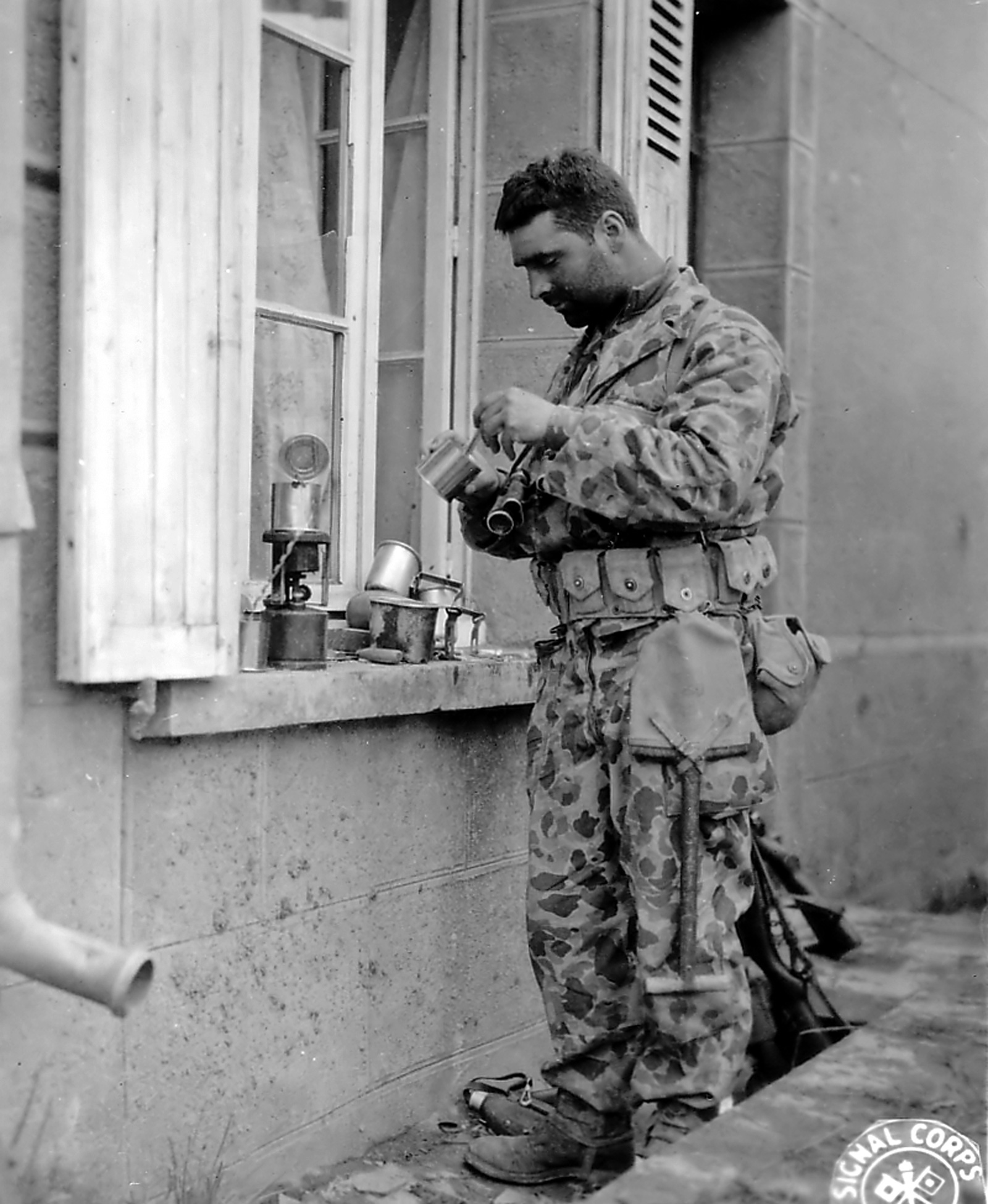
جندي من فوج المشاة المدرع الحادي والأربعين، الفرقة المدرعة الأمريكية الثانية، يقوم بتسخين حصصه الغذائية على الموقد، بينما يرتدي قطعتين الذي المموه. صورة للجيش الأمريكي.

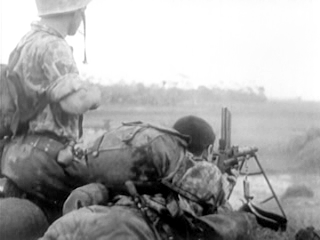
القوات الفرنسية في الهند الصينية عام 1953